# Ben Cruachan
A Ben Cruachan Skóciában található hegycsúcs, Argyll és Bute megye északi részén, Oban városától keletre, a Cruchan Erőmű és víztározója körzetében. A Skót-felföld középső részének egyik legjellegzetesebb csúcsa.

## Földrajza, elnevezése

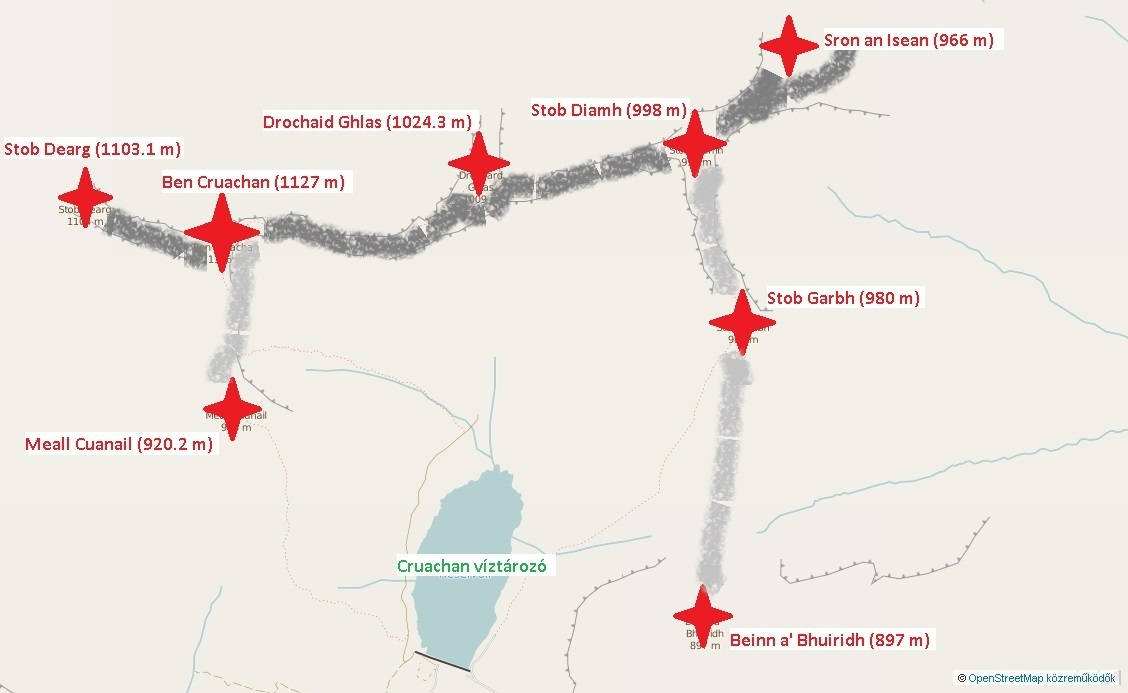
Sötétszürke: a Cruachan-patkó főgerince, világosszürke: a mellékgerincek

A Ben Cruachan az ún. Cruachan-patkó hegyei közül a legmagasabb. A félkör alakban elhelyezkedő nyolc hegy egy főgerincen és két mellékgerincen található, utóbbiak alkotják a patkó két szárát dél felé nézve, körbezárva a Cruachan-völgyben lévő víztározót. A szóban forgó csúcs a patkó nyugati részén található, rajta kívül a hegyláncon van még egy másik munro, a Stob Diamh, illetve egy corbett, a Beinn a' Bhuiridh, a többi csúcs nem rendelkezik elég relatív magassággal az osztályozáshoz. A hegylánc körül kiterjedt völgyek vannak, északról a Loch Etive keleti oldalából elágazó Noe-völgy (Glen Noe) határolja, amelynek délre kinyúló mellékvölgyei a Cruachan-patkó hegycsúcsai közé ékelődnek. Keletről a Glas-völgy (Coire Glas) és a Chreachainn-völgy (Coire Chreachainn) villás alakú kettőse a Stob Diamh és Beinn a' Bhuiridh oldalaira kúszik fel. Délre a Loch Awe északnyugati kinyúlása határolja a hegyláncot, ebben a szorosban található az A85-ös út, amely Crianlarich és Oban között fut.

## Nevének eredete
Nevének jelentése a "kúp alakú hegy csúcsa", a gael "cruach" "halom, kerek hegy" szóból származik. Egy legenda szerint a hegyen egy istennő élt, aki a fiatalság kútját őrizte, és amelynek vizéből ő maga is fiatal maradt. Egyszer azonban elaludt, a víz kifolyt, és megalkotta a Loch Awe elnyúló vízfelületét. Az istennő, megfosztva az örök életet adó víztől, megöregedett, és átváltozott Cailleach Bheur-ré, ami öregasszony vagy viharok boszorkánya jelentéssel bír, egy másik legenda szerint a többi isten haragudott meg rá, és azok változtatták át a Cailleach-á.

## A Cruachan Erőmű

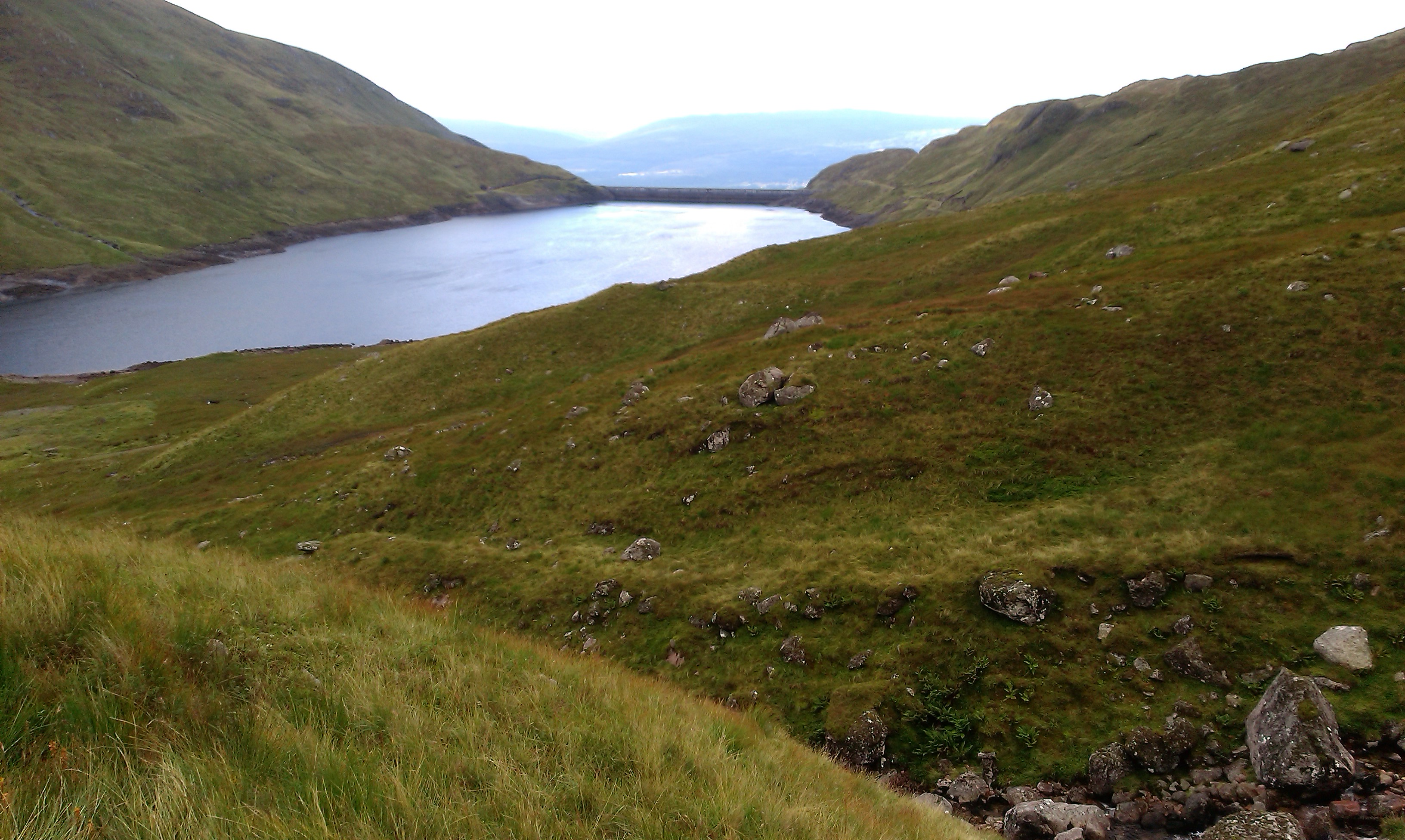
A Cruachan víztározó északnyugati irányból, a Dearg-völgyből

A csúcstól délkeletre, a Cruachan-völgyben található a Cruachan víztározó, amely 316 méter hosszú gátjával a táj egyik szembeszökő eleme. A víztározót a Cruachan Erőmű beruházásának részeként alakították ki 1959 és 1965 között, ez volt a világ első nagyobb hidroelektromos erőműve, ahol a vizet vissza lehetett pumpálni a felső víztározóba. A hidroelektromos erőművek a tengerszint feletti magasságot kihasználva két vízfelülettel operálnak. A magasabban fekvő víztározóból az alacsonyabban fekvőbe terelik a vizet, miközben turbinákat pörgetnek meg, ezzel elektromos áramot termelve. Hasonlóan a Sloy Erőműhöz, a felső itt is egy víztározó, az alsó pedig egy természetes tó, ez esetben a Loch Awe. Itt azonban nem a felszín felett lévő csöveken engedik a vizet, hanem az egész komplexum a Ben Cruachan belsejében, a hegy gyomrában található.
A Cruachan Erőmű abból a szempontból is különleges, hogy lehetőség van a lezúdult vizet ugyanazokkal a turbinákkal visszapumpálni a víztározóba. Amikor II. Erzsébet 1965-ben megnyitotta, ez volt a világ legnagyobb eséssel rendelkező, megfordítható forgású turbinákkal dolgozó hidroelektromos erőműve. A víz esése, vagyis a két vízfelület tengerszintben mért különbsége 396 méter, a hegy belsejében található négy turbina 440 megawatt áramot képes termelni.

## Az első túrázók

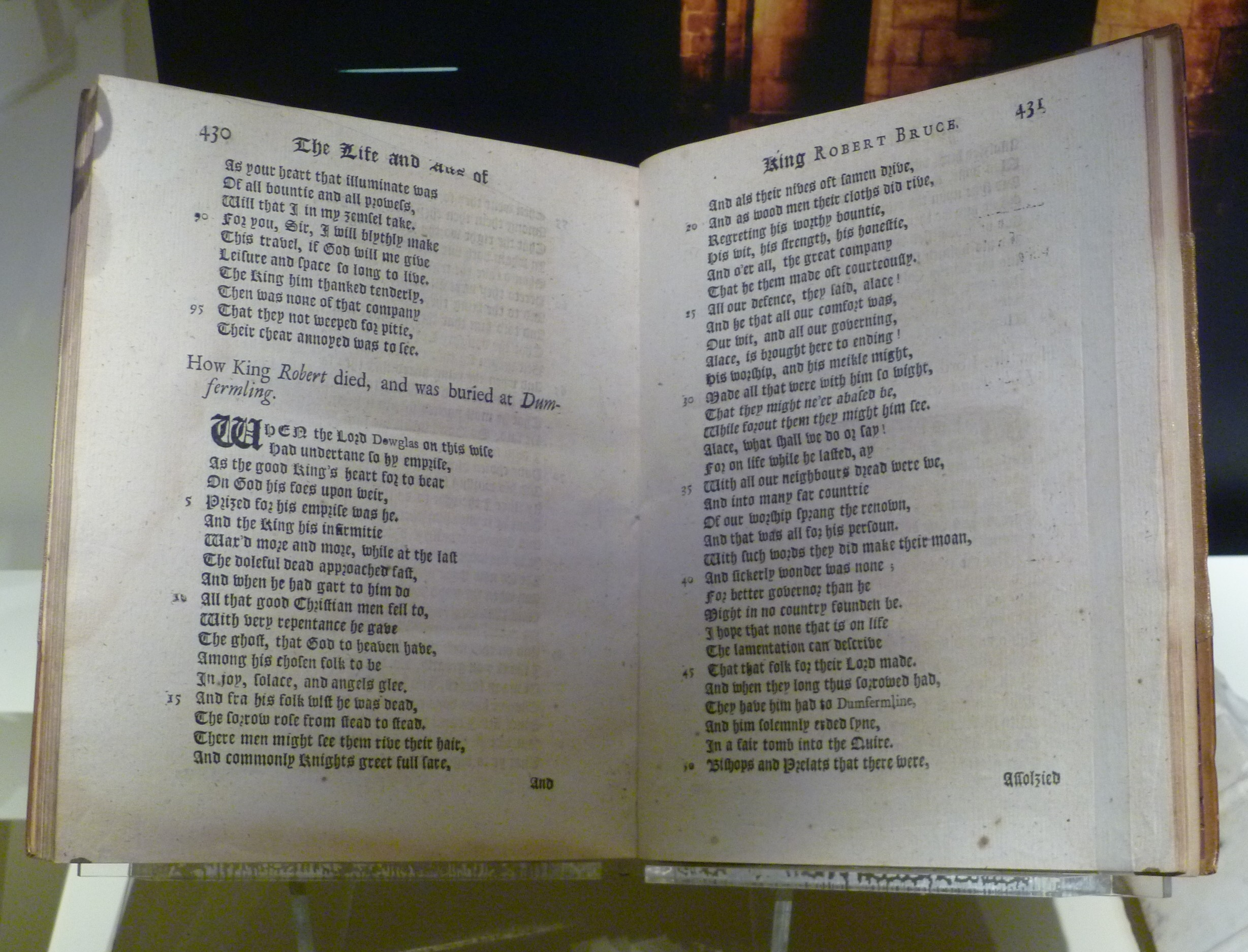
Barbour munkája egy 18. századi könyvben (National Museum of Scotland)

A legtöbb hegy esetében nehéz pontosan megállapítani első megmászásának időpontját, de a Ben Cruachan nagyon jellegzetes tájelem, és több mint 1100 méteres magasságával már messziről látni. Az egyik első olyan hegyről van szó, amelyről még a középkorból is maradt fenn írásos említés. A skótok első nemzeti irodalmi figurája, John Barbour a 14. század végén írta meg I. Róbert királyról szóló verses elbeszélését, amelyben megemlíti a Cruachan nevét. A The Bruce című munka egyik fejezete a Brander-átjáró és környékét taglalja, és Crechanben néven említi a Ben Cruachant.
A hegy tehát a többi skót csúcshoz viszonyítva már elég korán a köztudatba került, és a modern kor beköszöntével egyre többen említették meg útleírásaikban, nemcsak utazók, hanem tudósok is. Bár nem tudni biztosan, hogy járt-e a csúcson, de John Lightfoot botanikus 1777-ben kiadott növényrendszertani könyvében megemlíti. Skócia egy másik jellegzetes csúcsának, a The Cobblernek a meghódítója, John MacCulloch szintén járt a hegyen. Az ő beszámolója alapján afelől nincs kétség, hogy valóban megmászta a hegyet, viszont ő nem közöl pontos kronológiai adatokat, így csak annyit lehet megállapítani, hogy 1811 és 1821 között járt ott valamikor. A Ben Lomondhoz képest óriásinak nevezte a hegyet, és részletesen leírja, hogy meddig lehet ellátni a csúcsról.
MacCullochot legalább egy évtizeddel megelőzte John Leyden, aki már 1800-ban járt a csúcson. Leyden a gael nyelvet tanulmányozta, és forrásokat gyűjtött a Skót-felföldről, de a hegy az ő érdeklődését is felkeltette, és miután a Loch Awe szigeteit végigjárta hajóval, elhatározta, hogy megmássza a csúcsot egyedül. Az ő expedícióját tekintik a hegy első meghódításának.
Hogy elérjem a legmeredekebben emelkedő részt, egy folyam nyugati oldalán kapaszkodtam fel, amely egy hatalmas hasadékot hozott létre a hegy oldalában. […] A túra során a hasadékban számos festői vízesés mellett haladtam el. Ahogy egyre magasabbra értem, a hegy két csúcsra oszlott, amelyek közül az északi volt magasabb, és egy szűk gerinc kötötte őket össze, amelynek egyik oldala meredek szakadék, a másik oldala kevésbé meredek lejtő volt. A gerincen való sétálás olyan volt, mintha egy ház tetején mentem volna. […] A csúcsról való kilátás fenséges volt, és véleményem szerint sokkal szebb, mint a Skiddaw vagy a Ben Lomond tetejéről való.

## A túra leírása

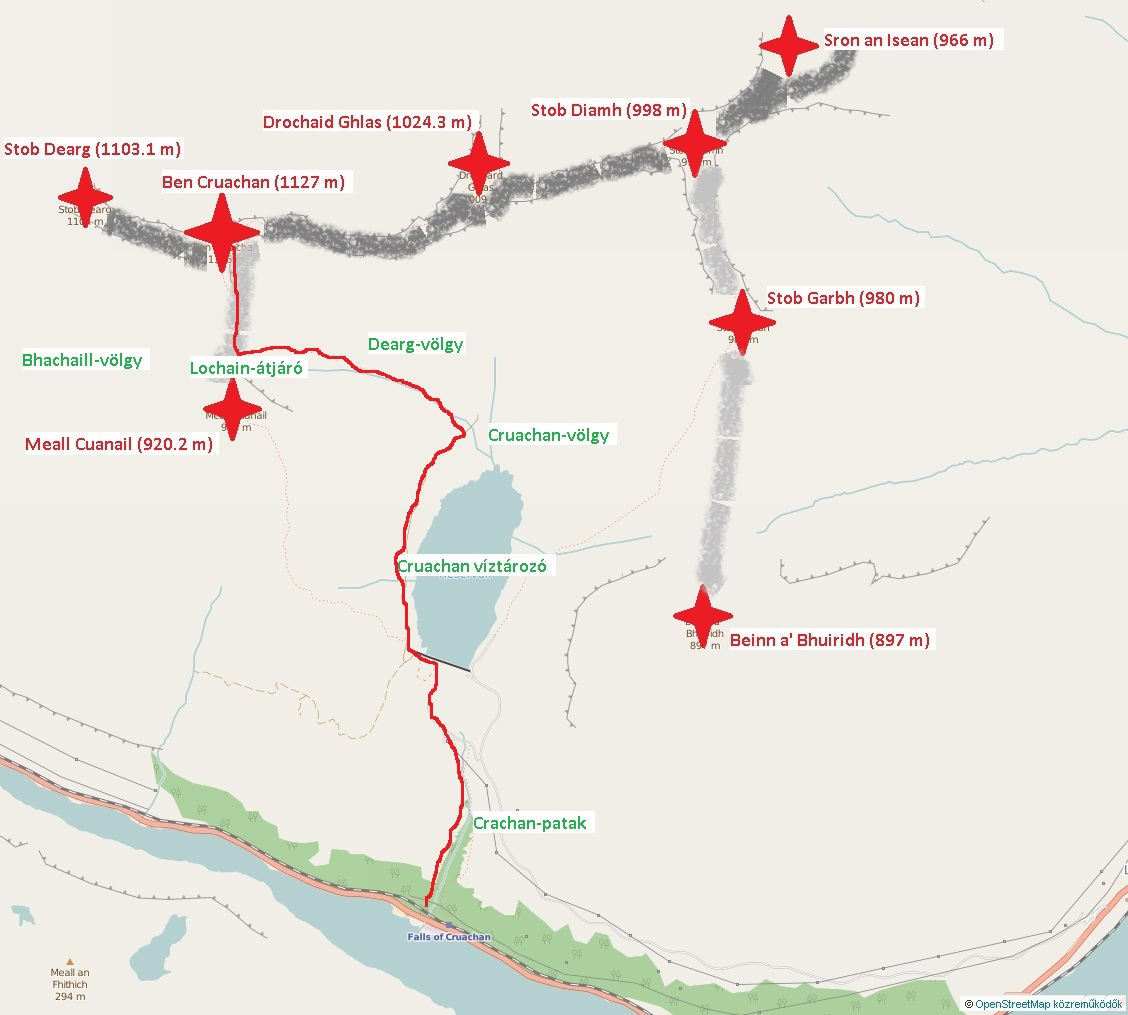
Piros: a Ben Cruachanra vezető ösvény délről, a Cruachan Erőmű irányából

A Leyden által leírt útvonal a ma is az egyik legnépszerűnn ösvény, csak a Cruachan-patak ma nem egy üres völgyben, hanem a gáttal felduzzasztott Cruachan víztározóban végződik. A gát bal oldalán lévő lejtőn kell felkapaszkodni, ahol egy létre vezet fel a gát tetejére. A víztározó nyugati oldalán vezet egy makadámút, amin szinte teljesen a tó másik végéig kell menni, itt található a Dearg-völgy (Coire Dearg), amely nyugati irányban, meredeken felvisz a Lochain-átjáróig (Bealach an Lochain). Leyden leírása is ezt a gerincet említi, ezen található déli irányban az alacsonyabb Meall Cuanail csúcsa, északra pedig maga a Ben Cruachan. Az átjáró túloldala meredeken zuhan a Bhachaill-völgybe (Coire a' Bhachaill). A gerincen északra haladva lehet elérni a Ben Cruachan csúcsát.